# Ryszard Chmielowicz
Ryszard Chmielowicz (ur. 3 marca 1957 w Brojcach) – polski samorządowiec, od 2018 roku starosta powiatu gryfickiego.

## Życiorys
Jest synem Marianny i Tadeusza.

### Działalność polityczna
W wyborach samorządowych w 2006 roku, kandydując z ramienia KWW Ziemia Gryficka, został wybrany radnym powiatu gryfickiego otrzymując 302 głosy. Dołączył do Platformy Obywatelskiej. W wyborach samorządowych w 2010 roku uzyskał reelekcję z ramienia PO, otrzymał 375 głosów. Ponownie wybrano go także radnym w wyborach w 2014 roku, uzyskał wówczas 429 głosów. W wyborach samorządowych w 2018 roku ponownie wybrano go radnym powiatu, otrzymał 500 głosów. 24 listopada tego samego roku wybrano go starostą powiatu, zastąpił na tej funkcji Kazimierza Sacia. Uzyskał reelekcję także w wyborach w 2024 roku kiedy to otrzymał 574 głosy. 6 maja tego samego roku ponownie wybrano go starostą.